# Basses del Siscaró
Les Basses del Siscaró sont un ensemble de six lacs de montagne situés en Andorre dans la paroisse de Canillo, à une altitude comprise entre 2 340 m et 2 392 m.

## Toponymie
Le terme catalan bassa (pluriel basses) désigne une mare ou un petit étang qui s'assèche fréquemment en été,. Siscaró provient de sisca désignant le roseau commun. Ce terme est lui-même d'origine celtique, issu de sesca.
La carte de Cassini, publiée en 1782, mentionne les « étangs del Sisqueru ».

## Géographie

### Topographie et géologie
Les basses del Siscaró se trouvent dans la paroisse andorrane de Canillo, à l'extrême nord-ouest du pays. Ils appartiennent à la vallée glaciaire d'Incles et s'étagent entre 2 340 m et 2 392 m et d'altitude. Les six lacs sont surplombés par le pic de Siscaró (2 636 m) marquant la frontière française.
Comme le reste de la principauté d'Andorre, les basses del Siscaró se trouvent sur la chaîne axiale primaire des Pyrénées. Les roches y sont de nature cristalline granitique comme dans tout l'extrême nord-est du pays.
| \| Basses del Siscaró \|                                    |                 |
| Les basses del Siscaró sur la carte géologique de l'Andorre | Vallée d'Incles |
| Basses del Siscaró                                          |                 |

### Hydrographie
Les lacs sont situés sur le versant oriental de la vallée d'Incles. Leur surface n'excède pas 0,4 ha. Les eaux des six lacs rejoignent le riu Siscaró puis le riu d'Incles et appartiennent de ce fait au bassin versant de la Valira d'Orient.
| \| Basses del Siscaró \|                                                 |                                               |
| Basses del Siscaró sur la carte des bassins hydrographiques de l'Andorre | Riu d'Incles à l'entrée de la vallée d'Incles |
| Basses del Siscaró                                                       |                                               |

## Randonnée

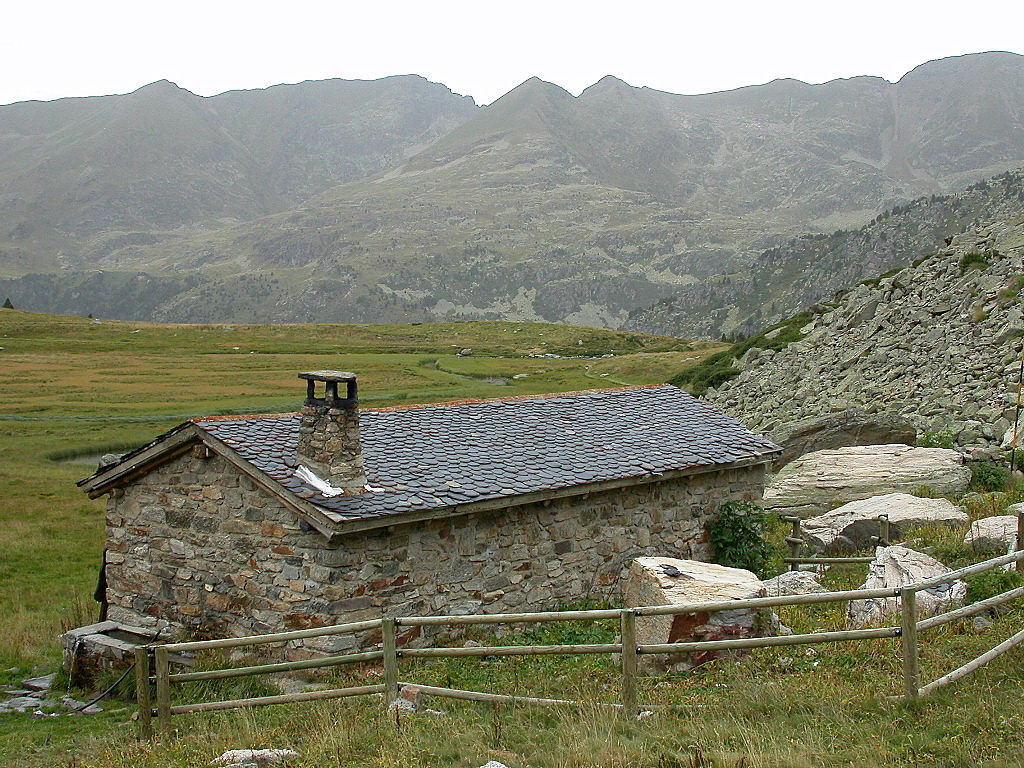
La cabane de Siscaró

La cabane de Siscaró est un refuge de montagne non gardé et d'une capacité d'accueil de 10 personnes situé à une vingtaine de minutes de marche des lacs,,.

## Galerie

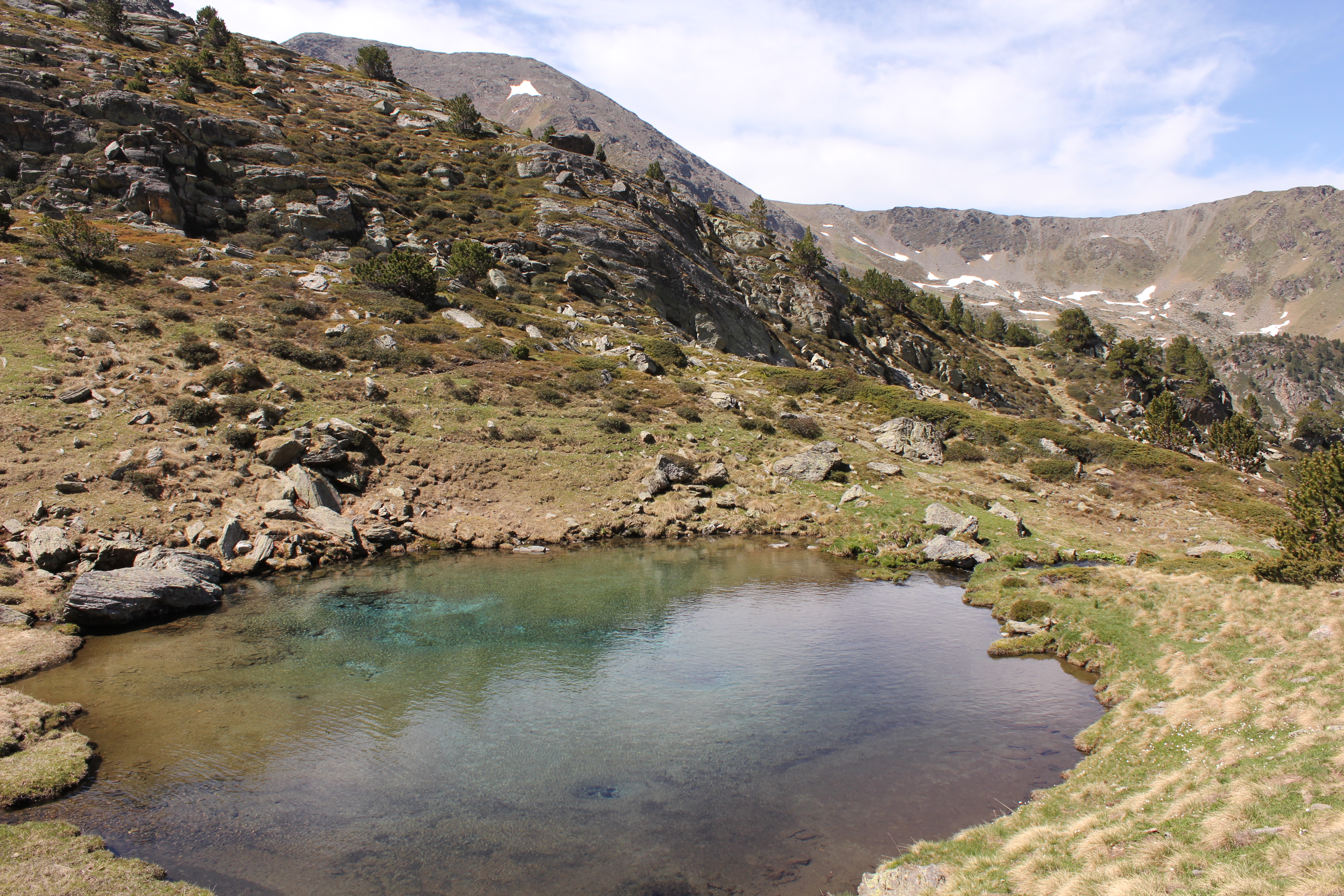
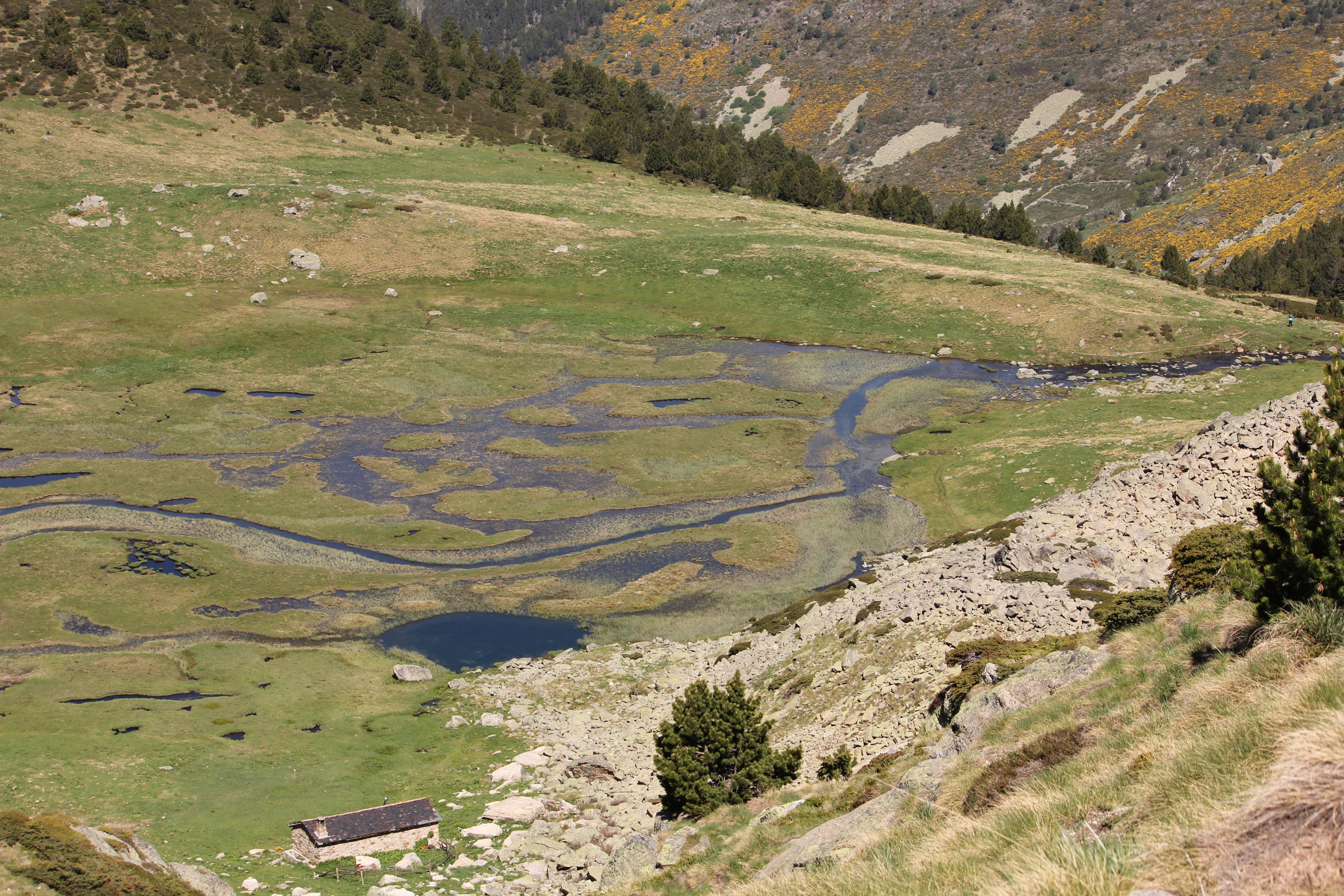
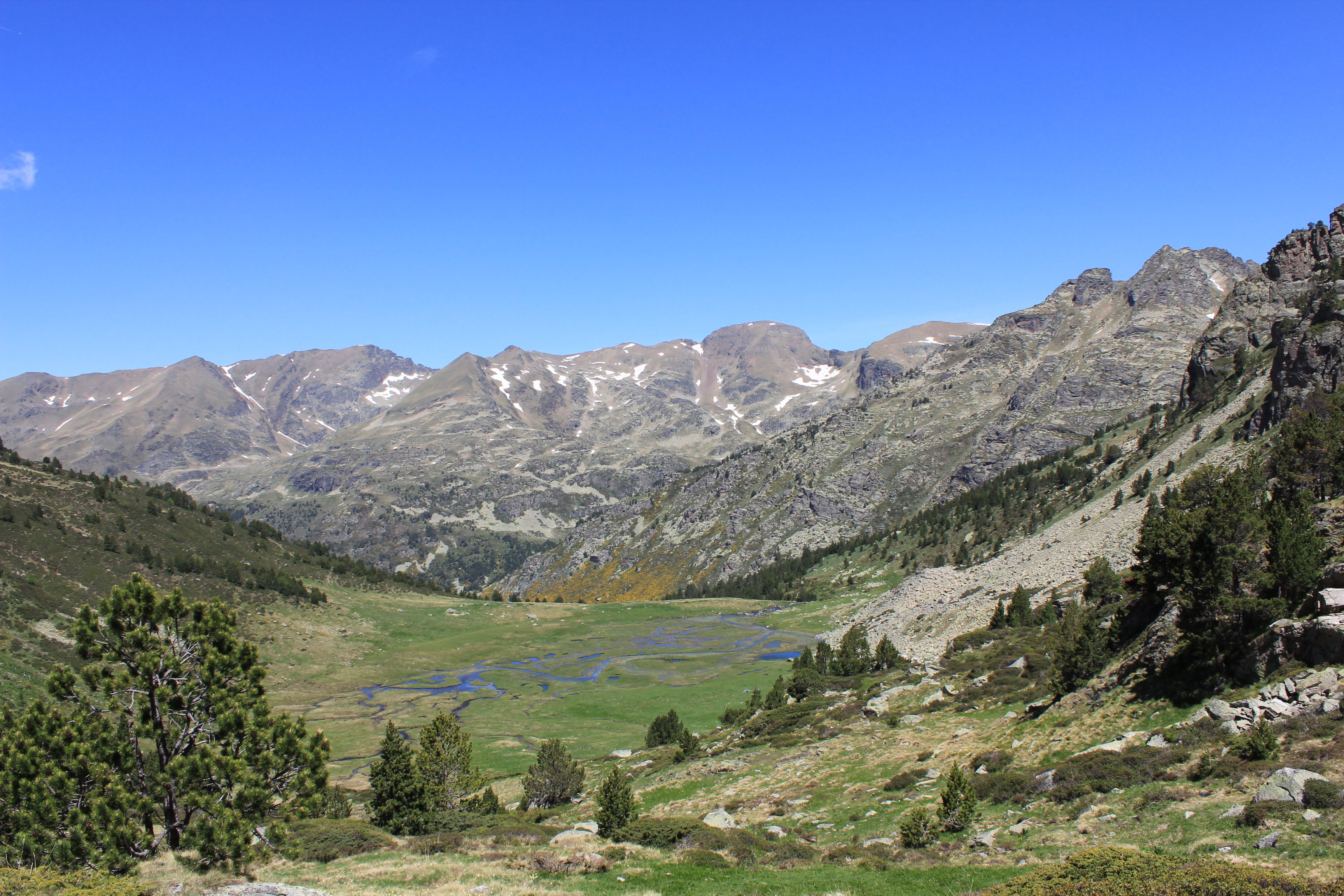